# Huabiao Awards
A Huabiao Awards vagy Huabiao Díj (kínaiul: 华表奖）, egy államilag alapított kínai filmművészeti díj. Kínai filmmekkel lehet nevezni. A Kínai filmművészet gyöngyszemeit évente jutalmazzák. 1958 és 1979 között nem adtak át díjat. A díj 1994-ben kapta a Huabiao nevet. A gálaünnepséget Pekingben tartják. Egyik legnagyobb kitüntetése a kínai filmes szakmának.

## Kategóriák
- Kiemelkedő film
- Kiemelkedő producer
- Kiemelkedő rendező
- Kiemelkedő forgatókönyvíró
- Kiemelkedő színész
- Kiemelkedő színésznő
- Kiemelkedő új színész
- Kiemelkedő új színésznő
- Kiemelkedő animáció
- Kiemelkedő dokumentumfilm